# لارنس مونوسن
لارنس مونوسن (به انگلیسی: Lawrence Monoson) (زاده ۱۱ اوت ۱۹۶۴) بازیگر آمریکایی است.
از فیلم‌های معروف او می‌توان به بازی در فیلم آخرین باکره آمریکایی و گابی: یک داستان واقعی اشاره کرد.